# Čačanská raná
Čačanská raná (Prunus domestica 'Čačanská raná') je ovocný strom, kultivar druhu slivoň z čeledi růžovitých. Je řazena mezi pološvestky. Plody jsou velké a chutné. Je vhodná pro přímou konzumaci a na zpracování. Zraje rychle, dužnina brzy moučnatí, plody se snadno otlačují.

## Původ
Byla vypěstována v Čačaku (Srbsko), zkřížením odrůd 'Wangenheimova' a 'Požegača' (Domácí švestka). 

## Vlastnosti
Růst bujný, později střední. Plodnost raná, pravidelná a často velmi vysoká. Částečně samosprašná odrůda, mezi opylovače patří Bryská, Ruth Gerstetter a Katinka. Zraje v druhé polovině července. Vyžaduje teplé osluněné polohy, propustné živné půdy s dostatkem vlhkosti. Řez nutný.

## Plod
Plod podlouhlý, velký. Slupka fialově červená, ojíněná. Dužnina je zelenožlutá, jde dobře od pecky, brzy moučnatí. Chuť jen průměrná.

## Choroby a škůdci
Středně tolerantní k šarce. 